# Phaea flavovittata
Phaea flavovittata är en skalbaggsart som beskrevs av Bates 1881. Phaea flavovittata ingår i släktet Phaea och familjen långhorningar.
Artens utbredningsområde är:
- Belize.
- Costa Rica.
- Guatemala.
- Honduras.
- Nicaragua.
- Panama.

Inga underarter finns listade i Catalogue of Life.